# Langelot pickpocket
Langelot pickpocket est le septième roman de la série Langelot, écrite par le Lieutenant X. Ce roman a été édité pour la première fois en 1967, dans la Bibliothèque verte, où il porte le numéro 338.

## Trilogie deMonsieur T
Le roman prend place au sein d'une trilogie :
- Langelot contre Monsieur T (démantèlement de l'antenne allemande du réseau TT)
- Langelot pickpocket (démantèlement de l'antenne italienne du réseau TT, après une enquête en Grande Bretagne)
- Une offensive signée Langelot (démantèlement de l'antenne française du réseau TT).

## Personnages principaux
Les « gentils »
- Langelot : orphelin, agent du SNIF, blond, 1,68 m, mince, « traits menus mais durs ».
- Lucrezia Rozzi.
- Anthony Tristram, dit "Tony."
- Diana Westonborough.
- Sir Horace Tristram, amiral en retraite.
- Charles et Alex, agents du SNIF, coéquipiers de Langelot en Sardaigne.
- Carlo, fiancé de Lucrezia.

Les « méchants »
- Monsieur T.
- Bornéo, chef de l'antenne italienne du réseau TT, « bouche mignonne et yeux méchants. »
- Les équipiers de Bornéo.
- Les gardes, muets, de la Casa Rozzi.

## Résumé
Le roman est divisé en deux parties. L'action de la première se passe à Londres, au Royaume-Uni ; la seconde partie se déroule en Sardaigne, en Italie.

### Première partie: enquête à Londres
Sir Horace Tristram, amiral britannique à la retraite, reçoit à son domicile londonien la visite de Langelot, du Service National d'Information Fonctionnelle, sur recommandation du colonel Hugh, chef des services secrets britanniques,.
Pour Sir Horace, la raison de la visite du Français est tout simplement grotesque : une organisation clandestine utiliserait ses poches pour passer ses messages secrets. Sommé de quitter les lieux après une brève conversation, Langelot reste dans la maison et mène une fouille en règle.
L'agent français découvre cachés dans la penderie deux jeunes gens qu'il manque d'assommer : Tony, le fils de Sir Horace et la charmante Diana, une amie de Tony.
Langelot continue sa fouille et ne trouve rien. Il révèle son identité et son métier aux deux jeunes gens, impressionnés par ses compétences et par sa jeunesse. Bornéo, un agent cruel de Monsieur T, se trouve dans la salle de statues de cire de « Madame Tussauds » à la recherche de celle de l'amiral Tristram. La lettre que recherche Langelot ne se trouve pas dans une tenue au domicile de l'amiral, mais dans le costume de la statue de cire de l’amiral. Tandis que les bandits pénètrent frauduleusement chez Madame Tussauds, Langelot est convié à une soirée déguisée, au cours de laquelle il apprend par hasard l'existence de cette statue de cire.
Langelot, accompagné de Tony, de Diana et de leurs amis déguisés, se rend également à la salle de statues de cire dans son déguisement d'agent secret. Explorant le fameux musée, il accède aux réserves. 
Au cours de la lutte entre, d'une part, Langelot et ses nouveaux amis, et d'autre part, les bandits menés par Bornéo, le jeune agent secret prend l'avantage et s'empare de la lettre tant convoitée. Sommé par la police britannique de la restituer, il est obligé de la remettre. Nul ne s'aperçoit qu'il conserve une clef qui se trouvait dans l'enveloppe. Il l'envoie au SNIF.
Les services secrets britanniques se désintéressent de l'affaire et acceptent que le SNIF la poursuive. Muni de la lettre si convoitée et de la clef, Langelot est envoyé en Sardaigne, où se trouve une base du réseau de Monsieur T.

### Seconde partie: le réseau TT en Sardaigne
Langelot arrive en Sardaigne à bord d'un bateau du SNIF, le Far niente. Il est accompagné d'Alex et de Charles, également agents du SNIF. Langelot se dirige vers la maison mentionnée dans la lettre prise à Londres au musée. Il découvre sur le rivage un homme blessé. Il appelle ses collègues qui emmènent l'inconnu à bord du Far niente. Langelot reprend sa route et pénètre dans la demeure par un soupirail, grâce à la clef prise en même temps que le plan de la maison. La grande maison sarde est un point d'accueil ("de contact") de l'antenne italienne du réseau TT, dirigée par Bornéo, dont l'emplacement est mystérieux. L'agencement de la maison rend particulière la circulation dans ses pièces ; sa cour est occupée par des chiens féroces. Elle est gardée comme une forteresse.
Il rencontre Lucrezia Rozzi, propriétaire de la bâtisse. Il se fait passer pour « Jean-Pierre Brisquet, membre du réseau de Monsieur T. »
Après s'être lié d'amitié avec Lucrezia (obligée de mettre à disposition sa maison en raison de la séquestration de son fiancé), après diverses aventures et l'arrivée inattendue et décisive de Tony Tristram, venu de Londres jusqu'en Sardaigne pour prouver à Diana qu’« il est un homme », Langelot arrête les membres du réseau italien de TT avec le renfort de Charles, d'Alex et de Tony. L'antenne italienne du réseau TT est démantelée ; ses archives sont saisies.
- Dénouement

À la fin du roman, Lucrezia retrouve l'homme que Langelot avait secouru au début de la seconde partie : il s'agit de son fiancé Carlo. Tony est félicité pour son courage par Diana et par son père, venus spécialement de Londres. Langelot est félicité par le capitaine Montferrand et par l'amiral Tristram.

## Éditions
- 1967 - Hachette, Bibliothèque verte (français, version originale), illustré par Maurice Paulin.
- 1971 - Hachette, Bibliothèque verte, illustré par Maurice Paulin.
- 1975 - Hachette, Bibliothèque verte, illustré par Maurice Paulin.

## Autour du roman
- Langelot descend à l'hôtel Seventy, au 70 Cadogan Gardens, comme il l'a fait précédemment dans Langelot et les Saboteurs.